# Bisaltes picticornis
Bisaltes picticornis es una especie de escarabajo longicornio del género Bisaltes, subfamilia Lamiinae. Fue descrita científicamente por Galileo & Martins en 2003.
Se distribuye por Bolivia y Perú. Posee una longitud corporal de 12,6 milímetros. El período de vuelo de esta especie ocurre en los meses de octubre y noviembre.